# A Place in the Sun
A Place in the Sun (en España, Un lugar en el sol; en Hispanoamérica, Ambiciones que matan) es una película estadounidense de 1951 dirigida por George Stevens y con Montgomery Clift, Elizabeth Taylor y Shelley Winters en los papeles principales. Basada en la novela An American Tragedy de Theodore Dreiser y en su adaptación teatral, escrita por Patrick Kearney, fue galardonada con seis Óscar y otros destacados premios cinematográficos.
En 1991 fue incluida entre las que conserva el National Film Registry (Registro Nacional de Filmes) de la Biblioteca del Congreso de Estados Unidos por ser consideradas «cultural, histórica, o estéticamente significativas».

## Argumento
George Eastman (Montgomery Clift) es un joven sin dinero, aunque sobrino de un millonario industrial llamado Charles Eastman (Herbert Hayes), decidido a forjarse un porvenir en la alta sociedad. George trabaja en la fábrica de su tío y trata de destacarse por su propio esfuerzo, pese a que su tío no le da la menor oportunidad para ello. Trabajando en la fábrica, George conoce a Alice Tripp (Shelley Winters), una joven obrera soñadora y romántica con quien inicia un idilio. En paralelo, y gracias a su buena fortuna, George logra penetrar en el cerrado círculo de amistades adineradas de su tío Charles, y así logra seducir y conquistar a la joven Angela Vickers (Elizabeth Taylor), heredera de una familia millonaria, lo cual le permite acceder al entorno de lujos y diversiones que George siempre ambicionó pese a la marginación sistemática de su tío Charles. 
Cuando Alice Tripp conoce por los periódicos que George Eastman ha iniciado un romance con Angela, le exige matrimonio, alegando haber quedado embarazada del propio George. Ante la revelación, George propone a Alice un aborto pero ella rechaza el plan, y logra llamar por teléfono a la casa de Angela Vickers precisamente cuando en ella se desarrolla un almuerzo de las familias Vickers y Eastman. En esa llamada, Alice pide hablar con George, y exige a este acabar su relación con Angela, amenazándole con revelar a los Vickers la relación entre ella y George. Consumido por el temor de ser descubierto por Angela y perder así su oportunidad de acceder a la vida de riquezas que soñó durante tanto tiempo, George Eastman empieza a pensar que la muerte de Alice será la mejor solución al problema.
George ofrece a Alice contraer matrimonio de inmediato, pero al acudir a la oficina del juez para ello, George descubre que ésta se halla cerrada por día de descanso. Ante ello, George propone a Alice acudir a un paseo en bote a un lago cercano, recordando haber oído en casa de los Vickers la historia de un ahogamiento ocurrido en dicho lago años atrás. La conducta errática y asustadiza de George genera sospechas en el arrendador de botes del lago, sobre todo cuando George trata de asegurarse que no habrá más paseantes ese día.
Ya en el bote, Alice informa a George de su proyecto: casarse ambos para fundar una familia con el hijo que Alice espera. George escucha a Alice y parece mostrar lástima ante los grandiosos sueños de la joven, dudando de ejecutar su plan de asesinarla. Repentinamente Alice se pone de pie en el bote y este se vuelca, cayendo ambos al agua. Alice, quien no sabe nadar, se ahoga prontamente, sin que George intente salvarla; de inmediato este nada a la orilla y huye del lago.
Días después, George logra que los padres de Angela aprueben el matrimonio entre ambos, pero la policía arresta a George al considerarlo sospechoso de causar la muerte de Alice Tripp, debido a la gran cantidad de indicios que apuntan a esta hipótesis. Charles Eastman contrata dos brillantes abogados para defender a George, mientras Angela se desespera, pero George medita sobre lo ocurrido y se considera culpable de al menos haber deseado (y planeado) la muerte de Alice aunque se tratase de una muerte accidental. George rehúsa defenderse en el tribunal o desmentir las acusaciones del juez, siendo condenado a morir en la silla eléctrica, una sentencia que acepta con resignación.

## Reparto
- Montgomery Clift - George Eastman[6]
- Elizabeth Taylor - Angela Vickers
- Shelley Winters - Alice Tripp
- Anne Revere - Hannah Eastman
- Keefe Brasselle - Earl Eastman
- Fred Clark - Bellows
- Raymond Burr - Fiscal Marlowe
- Herbert Heyes - Charles Eastman
- Shepperd Strudwick - Anthony Vickers
- Frieda Inescort - Sra. Vickers
- Kathryn Givney - Louise Eastman
- Walter Sande - Janssen
- Ted de Corsia - Juez
- John Ridgely - Coronel
- Lois Chartrand - Marcia Eastman
- Paul Frees - Sacerdote en la prisión

## Premios

### Premios Óscar
| Categoría                                  | Persona                    | Resultado |
| ------------------------------------------ | -------------------------- | --------- |
| Mejor director                             | George Stevens             | Ganador   |
| Mejor fotografía (Blanco y Negro)          | William C. Mellor          | Ganador   |
| Mejor música                               | Franz Waxman               | Ganador   |
| Mejor montaje                              | William Hornbeck           | Ganador   |
| Mejor guion                                | Michael Wilson Harry Brown | Ganadores |
| Mejor diseño de vestuario (Blanco y Negro) | Edith Head                 | Ganadora  |
| Mejor actor                                | Montgomery Clift           | Candidato |
| Mejor actriz                               | Shelley Winters            | Candidata |
| Mejor película                             | -                          | Candidata |

### Otros premios
- Premio Globo de Oro 1952 : a la mejor película – Drama
- Premio National Board of Review 1951 : a la mejor película
- Premio DGA 1952 :  Destacado logro cinematográfico (Geroge Stevens y Charles C. Coleman)
- Premio del Gremio de productores de Estados Unidos : Salón de la fama 1997
- Premio del Gremio de guionistas de Estados Unidos 1952 : Al mejor guion estadounidense – Drama (Michael Wilson y Harry Brown).
- Premio Nastro d'argento 1952 : al mejor director de película extranjera (George Stevens)